# OR51A2
OR51A2 (англ. Olfactory receptor family 51 subfamily A member 2) – білок, який кодується однойменним геном, розташованим у людей на 11-й хромосомі. Довжина поліпептидного ланцюга білка становить 313 амінокислот, а молекулярна маса — 35 078.
| 10         |  | 20         |  | 30         |  | 40         |  | 50         |
| ---------- |  | ---------- |  | ---------- |  | ---------- |  | ---------- |
| MSIINTSYVE |  | ITTFFLVGMP |  | GLEYAHIWIS |  | IPICSMYLIA |  | ILGNGTILFI |
| IKTEPSLHGP |  | MYYFLSMLAM |  | SDLGLSLSSL |  | PTVLSIFLFN |  | APETSSSACF |
| AQEFFIHGFS |  | VLESSVLLIM |  | SFDRFLAIHN |  | PLRYTSILTT |  | VRVAQIGIVF |
| SFKSMLLVLP |  | FPFTLRSLRY |  | CKKNQLSHSY |  | CLHQDVMKLA |  | CSDNRIDVIY |
| GFFGALCLMV |  | DFILIAVSYT |  | LILKTVPGIA |  | SKKEELKALN |  | TCVSHICAVI |
| IFYLPIINLA |  | VVHRFAGHVS |  | PLINVLMANV |  | LLLVPPLMKP |  | IVYCVKTKQI |
| RVRVVAKLCQ |  | WKI        |  |            |  |            |  |            |

A: Аланін

C: Цистеїн

D: Аспарагінова кислота

E: Глутамінова кислота

F: Фенілаланін

G: Гліцин

H: Гістидин

I: Ізолейцин

K: Лізин

L: Лейцин

M: Метіонін

N: Аспарагін

P: Пролін

Q: Глутамін

R: Аргінін

S: Серин

T: Треонін

V: Валін

W: Триптофан

Кодований геном білок за функціями належить до рецепторів, g-білокспряжених рецепторів, білків внутрішньоклітинного сигналінгу. 
Локалізований у клітинній мембрані, мембрані.